# Josef Lorch
Josef Lorch (* 19. Juli 1929 in Füssen; † 4. November 1999 ebenda) war ein deutscher Künstler, Restaurator und Heimatpfleger.

## Leben
Lorchs Großvater arbeitete bereits bei der Ausgestaltung des Schlosses Neuschwanstein. Lorchs Vater arbeitete wiederum in einer Kirchenmalerwerkstätte. Josef Lorch war ausgebildeter Maler, Kirchenmaler, Fassmaler und Vergolder. Er bildete sich weiter in den Werkstätten des Bayerischen Landesamts für Denkmalpflege und des Bayerischen Nationalmuseums. Von 1954 bis 1957 studierte er an der Akademie der Bildenden Künste München bei Franz Nagel. Lorchs Atelier befand sich im Kloster St. Mang in Füssen. Ab 1973 war er Heimatpfleger und von 1972 bis 1977 Vorsitzender des Historischen Vereins Alt Füssen. Josef Lorch starb 1999 und ist auf dem Alten Friedhof in Füssen beigesetzt.

## Werk

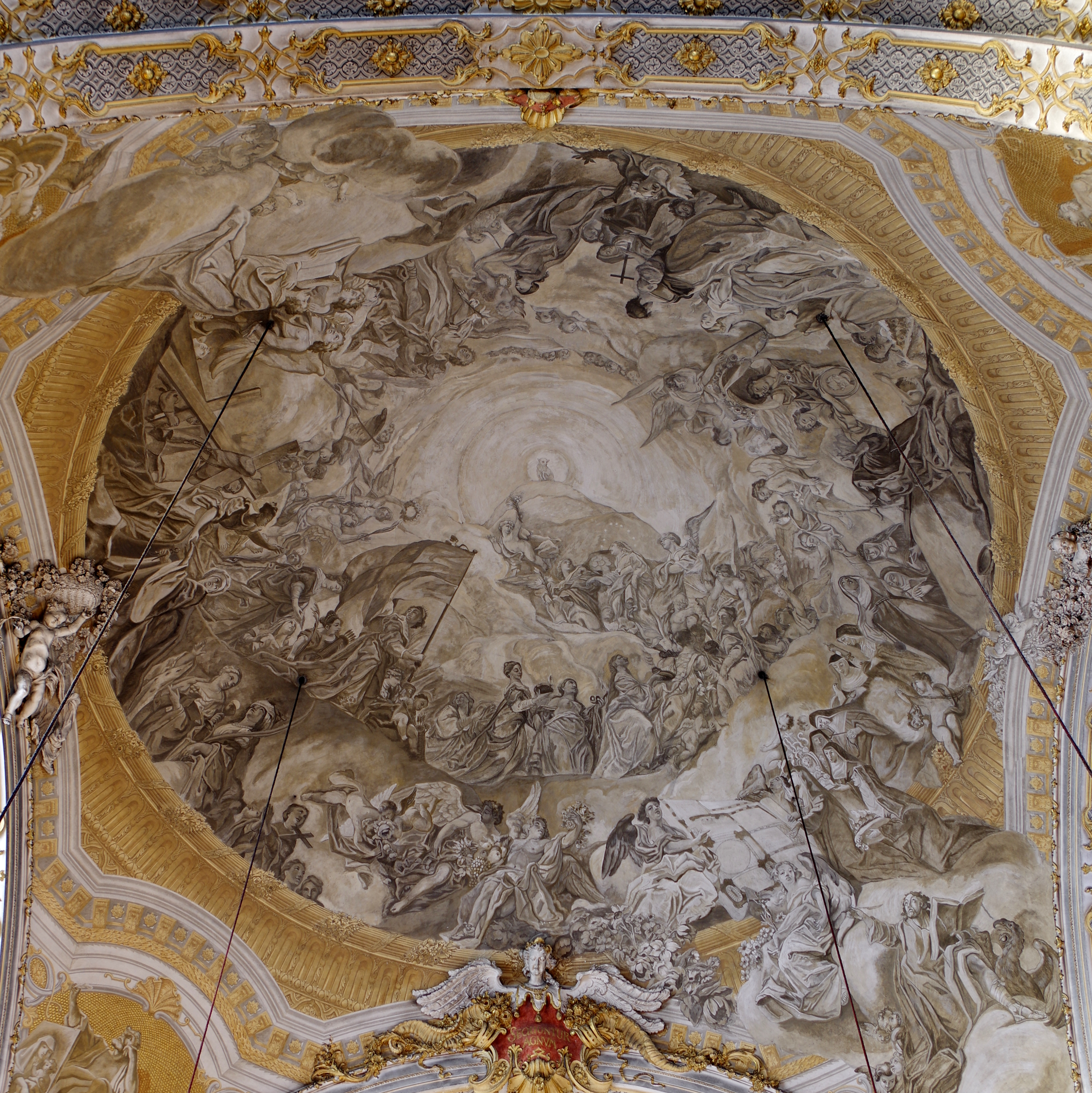
Von Lorch renoviertes Deckengemälde der Damenstiftskirche in München

Der Werkkatalog umfasst 73 Objekte. Im Bereich der Euregio via salina war Lorch, abgesehen von 26 Objekten in seiner Heimatstadt, in Sulzberg, Immenstadt im Allgäu, Schloss Neuschwanstein, Unterthingau, Kempten (Allgäu), Memmingen, Kaufbeuren, Wertach und weiteren Orten aktiv.
In München restaurierte Lorch die Deckengemälde der im Krieg schwer beschädigten Damenstiftskirche und Asamkirche. In Lindau im Bodensee restaurierte er das Alte Rathaus und die Stiftskirche. In Kempten sicherte er die Fresken im Festsaal des Ponikauhauses, restaurierte im Rathaus Wandmalereien im großen Sitzungssaal und legte die spätgotischen Fresken im Saal im 2. Obergeschoss des Alten Zollamts frei.

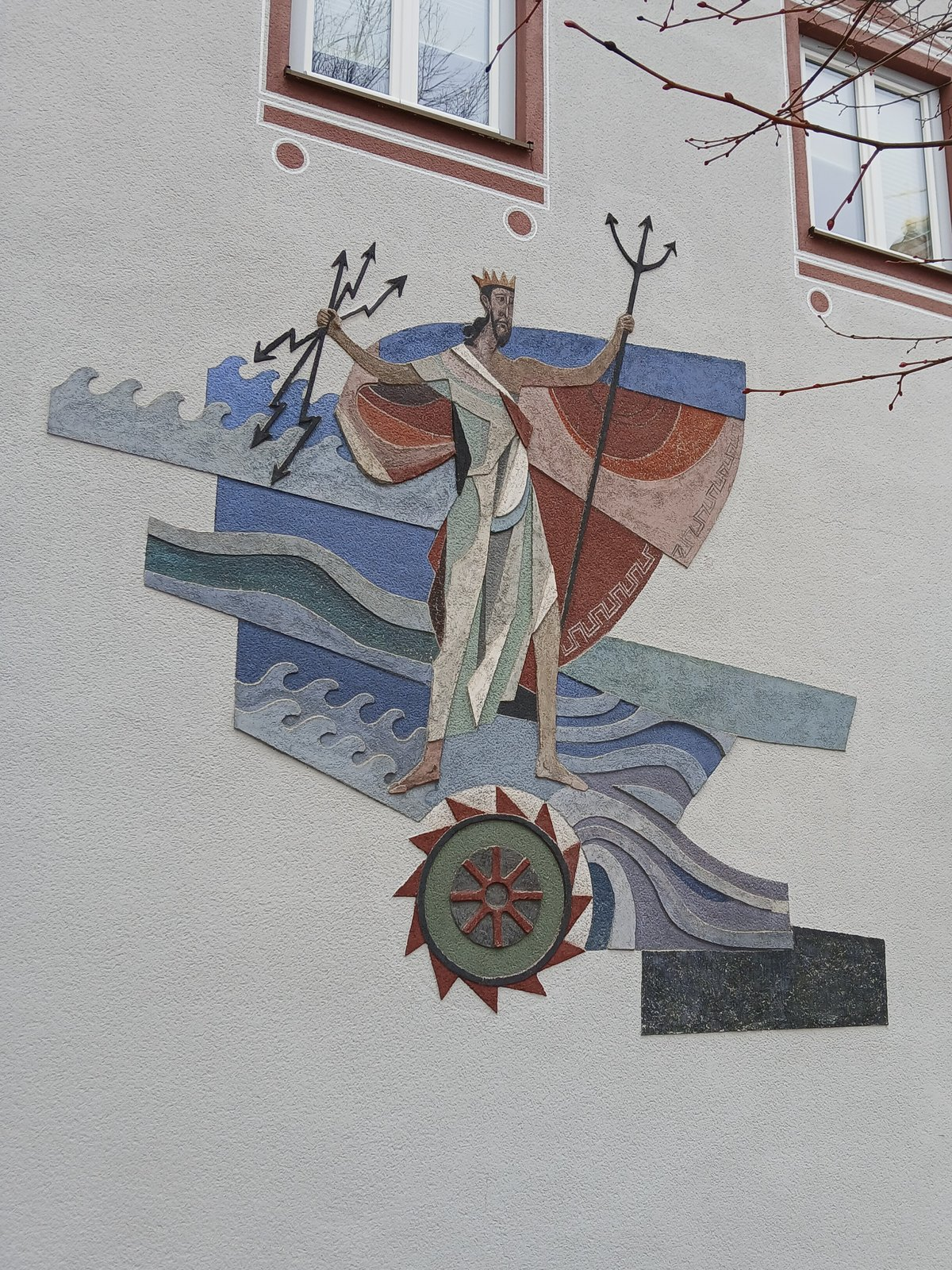
Modernes Wandgemälde von Josef Lorch in Füssen

In Füssen und anderen Orten im Ostallgäu schuf Lorch moderne Wandgemälde, so zum Beispiel an der Niederlassung der Elektrizitätswerke Reutte in Füssen oder am Pfarrhaus in Thalhofen.

## Auszeichnungen und Ehrungen
- Bayerische Denkmalschutzmedaille
- Bürgermedaille der Stadt Füssen
- Lindauer Schautaler[5]
- Benennung der Josef-Lorch-Straße im Füssener Stadtteil Weidach (2019)[6]